# Yada`'ab Dhubyan
Yadaʿʾab Dhubyan fou rei de Qataban a l'inici del segle i aC.
Hauria fundat una nova dinastia que va regnar uns dos segles. Yadaʿʾab Dhubyan és el nom de diversos reis, però aquest era el pare de Shahr Hilal i, per tant, diferent del seu homònim Yadaʿʾab Dhubyân fill de Shahr Ghaylan i net d'Abishibam I, el regne del qual hauria estat al segle iv aC.
Hauria governat inicialment sol i després va associar el seu fill Shahr Hilal Yuhan`im que apareix en una inscripció amb els dos títol curts, de "mukàrrib de Qataban" i "rei de Qataban". El seu fill el va succeir.